# Hardcore hiphop
Hardcore hiphop (även hardcore rap) är en subgenre till hiphopmusik som utvecklades under östkusthiphopen under 1980-talet. Subgenren pionjerades av artister som Run–D.M.C., Schoolly D, Boogie Down Productions och Public Enemy, och är allmänt kännetecknat av ilska, aggression och konfrontation.